# Heteropoda umbrata
Heteropoda umbrata är en spindelart som beskrevs av Karsch 1891. Heteropoda umbrata ingår i släktet Heteropoda och familjen jättekrabbspindlar.
Artens utbredningsområde är Sri Lanka. Inga underarter finns listade i Catalogue of Life.